# Evelyn Korsch
Evelyn Korsch (* 1963 in St. Georgen im Schwarzwald) ist eine deutsche Historikerin, die sich auf die spätmittelalterliche und frühneuzeitliche Kulturgeschichte Venedigs, die Festkultur und auf die höfische Kultur Mitteleuropas konzentriert, dabei aber auch über die kulturelle und ökonomische Rolle der Armenier sowohl im Mittelmeerraum als auch nördlich der Alpen arbeitet. Sie veröffentlichte zudem Arbeiten zur Frauengeschichte.
Evelyn Korsch arbeitete an den Universitäten Erfurt und Dresden und wurde 2009 an der Universität Zürich bei Bernd Roeck promoviert, nämlich mit der Arbeit Das Bild Venedigs nach Lepanto – Der Einzug Heinrichts III. als non-verbales Kommunikationssystem (publiziert als Bilder der Macht. Venezianische Repräsentationsstrategien beim Staatsbesuch Heinrichs III. (1574)). Ihre Habilitationsschrift befasst sich mit armenischen Handelsnetzwerken während des 17. und 18. Jahrhunderts. Mehrfach hielt sie sich zu Forschungszwecken im Deutschen Studienzentrum in Venedig auf, so von Februar bis Juli 1996 und von Dezember 1996 bis Februar 1997, dann im Mai 1998 sowie Oktober und Dezember 2001. Korsch lebt und arbeitet seither in Venedig.
Sie arbeitete in verschiedenen Projekten, darunter dem DFG-Netzwerk Materielle Kultur und Konsum im Europa der Frühen Neuzeit. Objekte – Zirkulationen – Aneignungen. Seither verfasste sie eine Reihe von Handbuchbeiträgen und Beiträge über die kulturellen Beziehungen deutscher Höfe zu Italien sowie über kulturelle Elemente, wie Musik oder Kunstsammlungen, als Ausdruck und Inszenierung von Macht, aber auch als Kommunikationsmittel.

## Publikationen (Auswahl)
- Selbstdarstellung und Selbstverständnis von Künstlerinnen, in: Annette Kuhn, Marianne Pitzen (Hrsg.): Stadt der Frauen. Szenarien aus spätmittelalterlicher Geschichte und zeitgenössischer Kunst, Dortmund/Zürich 1994, S. 208–213.
- Ein „heimlicher Vorschlag“. Die politischen Beziehungen zwischen Dresden und Ferrara in der Mitte des 16. Jahrhunderts, in: Barbara Marx (Hrsg.): Elbflorenz. Italienische Präsenz in Dresden 16.–19. Jahrhundert, Dresden 2000, S. 37–64.
- mit Annette Kuhn, Uta C. Schmidt: Politeia – Deutsche Geschichte nach 1945 aus Frauensicht (CD-ROM), Bonn 2002.
- The loud Joy’ – Music as a Sign of Power, in: Renaissance Journal 8 (2003) 4–14. (academia.edu)
- Galerien, in: Werner Paravicini (Hrsg.): Handbuch Höfe und Residenzen im spätmittelalterlichen Reich, Bd. 15.II, Teil 1: Begriffe, Thorbecke, Ostfildern 2005, S. 425–431 (online).
- Diplomatic Gifts on Henri III’s Visit to Venice in 1574, in: Studies in the Decorative Arts 15/1 (2007/2008) 83–113. (academia.edu)
- Venezianische Sammlungen als Vorbild und Fundus für den Dresdner Hof, in: Venedig-Dresden. Ideale Projektion und kulturelle Modellierung. Dresden: Projekt E des SFB 537 „Institutionalität und Geschichtlichkeit“ der Technischen Universität Dresden; Staatliche Kunstsammlungen Dresden; Italienzentrum der TU Dresden; Kulturamt der Stadt Dresden, 09.11.2007–10.11.2007.[4]
- Bilder der Macht. Venezianische Repräsentationsstrategien beim Staatsbesuch Heinrichs III. (1574), Akademie Verlag, Berlin 2013.
- Renaissance Venice and the Sacred-Political Connotations of Waterborne Pageants, in: Margaret Shewring, Linda Briggs (Hrsg.): Waterborne Pageants and Festivities in the Renaissance. Essays in Honour of J.R. Mulryne, Routledge, London 2013, S. 79–97.
- The Scerimans and Cross-Cultural Trade in Gems: The Armenian Diaspora in Venice and its Trading Networks in the First Half of the Eighteenth Century, in: Commercial Networks and European Cities, 1400–1800, Pickering and Chatto, London 2014, S. 223–240.[5]
- The Sceriman between Venice and New Julfa: An Armenian Trading Network and its Socio-cultural Impact (Seventeenth and Eighteenth Centuries), in: Georg Christ, Franz-Julius Morche, Roberto Zaugg, Stefan Burkhardt, Wolfgang Kaiser, Alexander Beihammer (Hrsg.): Union in Separation. Diasporic Groups and Identities in the Eastern Mediterranean (1100–1800), Viella, Rom 2015. (academia.edu)
- Die Stanzen von Celio Magno zur Dogenkrönung Alvise Mocenigos (1570) im Kontext venezianischer Repräsentationsstrategien, in: Sabine Meine, Nicole K. Strohmann, Tobias C. Weißmann (Hrsg.): Musik und Vergnügen am Hohen Ufer. Fest- und Kulturtransfer zwischen Hannover und Venedig in der Frühen Neuzeit, Deutsches Studienzentrum in Venedig, Regensburg 2016, S. 155–164.
- Meriten und Machenschaften des Gregorio Agdollo. Ein Armenier im Dienste Sachsens, in: Annales Mercaturae 3 (2017) 107–138.
- Das Mittelmeer als Interaktionsraum. Der armenische Luxuswarenhandel im Kontext vormoderner Globalisierungsprozesse (1650–1750), Böhlau, 2021. (online)
- A Republic Becomes Divine: The Sacred Role of Topography in Venetian Civic Ritual, in: Giovanni Florio, Alessandro Metlica (Hrsg.): Contending Representations II. Entangled Republican Spaces in Early Modern Venice, Brepols, Turnhout 2024, S. 98–117. (online)